# Пољска ружа
Пољска ружа (лат. Rosa arvensis) је листопадни жбун из породице ружа (Rosaceae). Гране су дугачке, витке покривене танком зеленом кором и носе криве трнове. Листови су непарно перасто сложени од 5-7 јајастих листића који су по ободу тестерасти и на наличју покривени ситним длакама. Цветови су појединачни или по неколико сакупљени у цвасти без мириса или благо миришљави. Збирни плод је шипак тамноцрвене боје и на дугачкој дршци. Плод је испуњен многобројним ситним орашицама.